# Miss Mondo 1981
Miss Mondo 1981, la trentunesima edizione di Miss Mondo, si è tenuta il 12 novembre 1982, presso il Royal Albert Hall di Londra. Il concorso è stato presentato da Peter Marshall e Judith Chalmers. Pilín León, rappresentante della Venezuela è stata incoronata Miss Mondo 1981.

## Risultati

### Piazzamenti
| Risultato       | Concorrente |
| --------------- | --- |
| Miss Mondo 1981 | - Venezuela - Pilín León |
| 2ª classificata | - Colombia - Nini Johanna Soto |
| 3ª classificata | - Giamaica - Sandra Cunningham |
| Top 7           | - Australia - Melissa Hannan - Brasile - Maristela Grazzia - Regno Unito - Michelle Donnelly - Stati Uniti - Lisa Lynn Moss |
| Top 15          | - Argentina - Ana Natali - Belgio - Dominique van Eeckhoudt - Canada - Earla Stewart - Giappone - Naomi Kishi - Irlanda - Geraldine McGrory - Messico - Doris Pontvianne - Trinidad e Tobago - Rachel Thomas - Zimbabwe - Juliet Nyathi |

### Regine continentali
| Risultato | Concorrente                      |
| --------- | -------------------------------- |
| Africa    | - Zimbabwe - Juliet Nyathi       |
| Americhe  | - Venezuela - Pilín León         |
| Asia      | - Giappone - Naomi Kishi         |
| Europa    | - Regno Unito - Michele Donnelly |
| Oceania   | - Australia - Melissa Hannan     |

### Riconoscimenti speciali
| Risultato        | Concorrente                  |
| ---------------- | ---------------------------- |
| Miss Personality | - Messico - Doris Pontvianne |
| Miss Photogenic  | - Australia - Melissa Hannan |

## Concorrenti
- Argentina - Ana Helen Natali
- Aruba - Gerarda Hendrine Jantiene Reopel
- Australia - Melissa Hannan
- Austria - Beatrix Kopf
- Bahamas - Monique Ferguson
- Belgio - Dominque Van Eeckhoudt
- Bermuda - Cymone Florie Tucker
- Bolivia - Carolina Diaz Mansour
- Brasile - Maristela Silva Grazzia
- Canada - Earla Stewart
- Cile - Susanna Bravo Indo
- Cipro - Elena Andreou
- Colombia - Nini Johanna Soto Gonzalez
- Corea del Sud - Lee Han-na
- Costa Rica - Sucetty Salas Quintanilla
- Curaçao - Mylene Mariela Gerard
- Danimarca - Tina Brandstrup
- Ecuador - Lucia Isabel Vinueza Urjelles
- El Salvador - Martha Alicia Ortiz
- Filippine - Suzette Nicolas
- Finlandia - Pia Irmeli Ann-Marie Nieminen
- Francia - Isabelle Sophie Benard
- Germania - Barbara Reimund
- Giamaica - Sandra Angela Cunningham
- Giappone - Naomi Kishi
- Gibilterra - Yvette Maria Bellido
- Grecia - Maria Argyrokastritou
- Guam - Rebecca Arroyo
- Guatemala - Beatriz Bojorquez Palacios
- Honduras - Xiomara Sikaffy Mena
- Hong Kong - Winnie Chin Wai-Yee
- India - Deepti Divakar
- Irlanda - Geraldine Mary McGrory
- Islanda - Asdis Eva Hannesdóttir
- Isola di Man - Nicola-Jane Grainger
- Isole Cayman - Donna Marie Myrie
- Israele - Ninnette Assur
- Italia - Marisa Tutone
- Jersey - Elizabeth Sarah Walmsley
- Lesotho - Palesa Joyce Kalele
- Libano - Zeina Joseph Challita
- Malaysia - Cynthia Geraldine de Castro
- Malta - Elizabeth-Mary Fenech
- Messico - Doris Pontvianne Espinoza
- Norvegia - Anita Nyboe
- Nuova Zelanda - Raewyn Patricia Marcroft
- Paesi Bassi - Saskia Lemmers
- Papua Nuova Guinea - Jennifer Abaijah
- Perù - Olga Roxana Zumarán Burga
- Porto Rico - Andrenira Ruiz
- Regno Unito - Michele Donnelly
- Rep. Dominicana - Josefina Maria Cuello Pérez
- Samoa - Juliana Curry
- Singapore - Sushil Kaur Sandhu
- Spagna - Cristina Pérez Cottrell
- Sri Lanka - Sonya Elizabeth Tucker
- Stati Uniti - Lisa Lynn Moss
- Suriname - Joan Boldewijn
- Svezia - Carita Gustafsson
- Svizzera - Margrit Kilchoer
- Tahiti - Maimiti Kinnander
- Thailandia - Massupha Karbprapun
- Trinidad e Tobago - Rachel Ann Thomas
- Turchia - Aydan Sener
- Uruguay - Silia Marianela Bas Carresse
- Venezuela - Carmen Josefina "Pilín" León Crespo
- Zimbabwe - Juliet Nyathi